# Al Qadarif
Al Qadarif (en arabe : القضارف, al-qḍārf, « Al Qadarif ») est un État du Soudan.

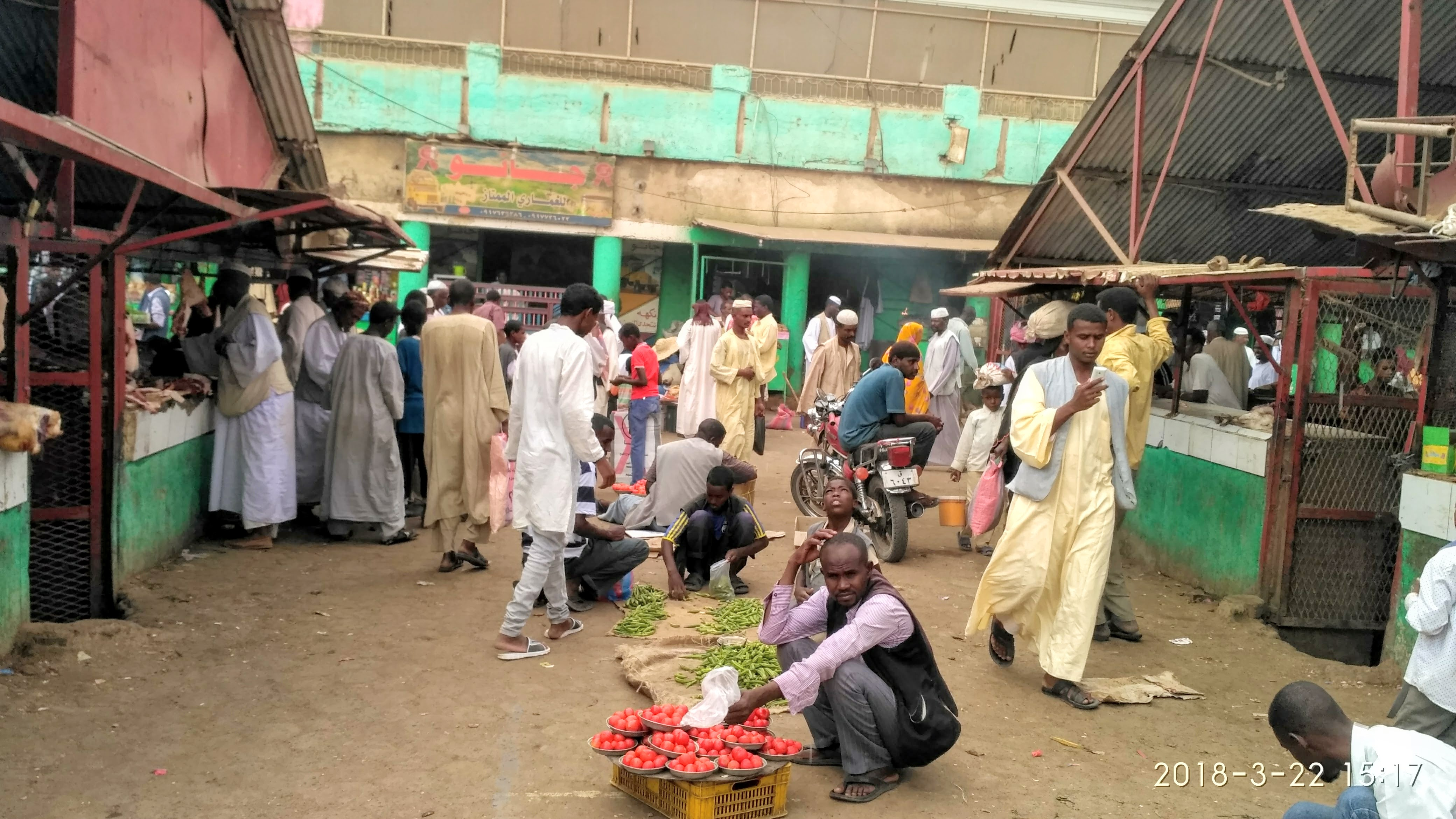
Marché aux légumes dans l'État de Gadaref

Sa capitale est Gedarif.